# Nummis kommunvapen

Nummis kommunvapen 1956-2013

Nummis kommunvapen var det heraldiska vapnet för Nummis och senare Nummi-Pusula i finländska landskapet Nyland. Vapnet ritades av Gustaf von Numers och det fastställdes som Nummis kommunvapen 1 oktober 1956. Motivet är Nummis sockenmagasinets gamla lås. Färgsättningen och vågbjälkarna är hämtade från Nylands landskapsvapen.
När Nummis och Pusula kommuner slogs samman år 1981 blev vapnet ett kommunvapen för den nya kommunen Nummi-Pusula. Nummi-Pusula uppgick i Lojo stad år 2013 och då blev det gamla vapnet ett inofficiellt hembygdsvapen.